# ناوشکن کلاس سرانو
دیسترویر کلاس سرانو (به انگلیسی: Serrano-class destroyer) یک کلاس از کشتی است که طول آن ۹۱٫۴۴ متر (۳۰۰٫۰ فوت) می‌باشد.